# Креда (минерал)
 Тази статия е за минерала креда.  За геоложкия период вижте креда.  
Кредата (СаСО3) е разновидност на варовика, седиментна скала от органичен (зоогенен) произход, състояща се от скритокристален калцит. Кредата е бяла на цвят, мека и ронлива, неразтворима във вода. Показателят на пречупване е 1,5.
Кредата е често срещана в цяла Западна Европа, където отлаганията са под част от Франция и често се виждат като стръмни скали, оголени от срещата си с морето, на места като скалите на Дувър на брега на Кент на Ламанша.

## Състав
Основа на химичния състав на кредата е калциевият карбонат с известно количество магнезиев карбонат, но обикновено присъства и некарбонатна част, основно метални оксиди. В кредата често се намират незначителни примеси от много малки зърна кварц и микроскопични псевдоморфози от калцит по изкопаемите морски организми (радиоларии и др.). Често се срещат и големи вкаменелости от кредата: белемнити, амонити и др.

## Използване на кредата и нейните аналози
Кредата е необходим компонент при производството на покрита хартия, използвана в полиграфията за печат на качествени илюстровани издания. Смляна креда (винервайс) широко се е използвала като евтин материал (пигмент) за варосване, боядисване на огради, стени, бордюри и за защита на стволовете на дърветата от слънчеви изгаряния. В китовете за дърво и в маджуна за прозорци кредата се използва като пълнител, който традиционно се свързва с ленено масло.
Кредата не се използва в лакобояджийската промишленост (там бели пигменти като правило са магнезиеви, цинкови, титанови съединения) заради характерната структура на частиците на кредата, но се използва при производството на каучук, хартия, захар (за пречистване на цвекловия сок), за производството на свързващи вещества (вар, портландцимент), в стъкларската промишленост, за производство на кибрит. В тези случаи обикновено се използва креда, получена по химичен път от минерали, съдържащи калций.
Кредата намира широко приложение като диспергиран пълнител за полимерни композиции (от полипропилен и полиетилен).
Кредата се използва за писане върху училищните черни дъски (формованият училищен тебешир се състои от 40% креда и 60% гипс (калциев сулфат). В животновъдството кредата се използва като добавка към фуража, която осигурява необходимото количество калций в храната на птиците и добитъка. Кредата се използва като абразив в много пасти за зъби. Във фармацевтиката кредата се използва като ексципиент (инертен пълнител) в лекарства. При липса на калций в организма може да бъде предписана медицинска креда като хранителна добавка.
- „Иглите“ от креда по западното крайбрежие на остров Уайт
- Червена скала от креда
- Бяла скала от креда
- „Кривите от креда край Ницана“, разположени в Западен Негев, Израел, са варовикови находища, образувани в океана Тетис през мезозойската ера